# 아쿠아 (밴드)
아쿠아(Aqua)는 1994년에 결성한 덴마크의 밴드이다. 영국의 싱글 차트에서 퍼스트 싱글 1위를 달성했으나 2001년 7월 해체되었다.  하지만, 2007년에 다시 활동을 시작했다. 
그룹의 멤버는 레네 뉘스트룀(Lene Nystrøm), 레네 디프(René Dif), 쇠렌 라스테드(Søren Rasted), 총 3명으로 레네 뉘스트룀은 노르웨이인이고,  나머지는 모두 덴마크인이다. 멤버들의 국적은 레네 뉘스트룀만 노르웨이인이며 나머지 남자 멤버 전원이 덴마크인이다.

## 역사
아쿠아의 역사는 1989년부터 거슬러 올라간다. 당시 레네 디프는 노르웨이에서 클럽 DJ로서 일하고 있었고, 쇠렌 라스테드와 클라우스 노렌은 덴마크에서 프로듀서를 목표로 하고 있었다. 3명은 덴마크 영화 《개구쟁이 프리다와 용감한 간첩들》(덴마크어: Frække Frida og de frygtløse spioner)의 음악 제작 후에 의기투합해, 언젠가 또 함께 일하자고 약속했다. 그 후 3명은 각자 다른 길을 가고자 했기 때문에, 몇 년간 그들이 모여 함께 한 일들은 없었다. 그룹을 결성 하자는 이야기도 서로 하였지만, 거기에는 리드 할 보컬이 빠져 있었기 때문에, 이야기는 거의 진전이 없었다.
그 후 1993년, 당시 노르웨이의 관광선에서 일하고 있던 레네 디프는 레네 뉘스트룀과 만난다. 레네 뉘스트룀은 당시 관광선 위에서 노래하고 있었다. 그녀의 노래를 들은 레네 디프는 감탄하여 레네 뉘스트룀의 그룹 참가를 제안했고, 레네 뉘스트룀은 제안을 받아들여 4명은 다음 해에 조이스피드(Joyspeed)를 결성할 것을 추진하고 마침내 결성한다. 조이스피드는 클라우스 노렌과 쇠렌 라스테드가 그룹의 프로덕션을 맡고, 레네 디프는 드럼, 레네 뉘스트룀이 메인 보컬을 맡게 되었다. 그 후 스웨덴의 중소 레코드사와 계약해, 첫 싱글 앨범 "Itsy Bitsy"를 발매했다.
퍼스트 싱글은 처음에 히트를 쳤지만, 흥행하는 데는 실패했다. 그 후 4명은 계약한 레코드사에 대해 크게 실망해, 계약을 취소했다. 하지만 레코드사는 계속 앨범을 발표해주기를 원해 처음에는 계약 취소를 원하지 않았고 나중에 그룹 이름을 아쿠아(Aqua)로 바꾸게 된다. 아쿠아는 연습실에 수족관(Aquarium) 포스터가 붙어 있었던 데서 유래된 이름이다.
1997년 3월 26일 《Aquarium》을 발매했고, 2000년 2월에는 두 번째 앨범인 《Aquarius》가 발매되었다. 이 두 음반은 연이어 히트했으며 유럽 전체 차트에서 스파이스 걸스를 누르는 기염을 토하기도 했다. 2001년 덴마크 코펜하겐에서 열린 유로비전 송 콘테스트를 끝으로 그들은 각자의 길을 걷는다.  이 무렵 레네 뉘스트룀과 쇠렌 라스테드가 결혼 하였고, 이 후 2017년도에 이혼 하였다.
2007년 10월 26일 재결성을 발표하였다. 2008년 여름부터 덴마크를 중심으로 25차례의 공연의 투어가 개최되었으며, 2008년 하반기에는 과거 발표한 악곡을 어레인지한 곡에 여러 곡의 신곡을 더한 베스트 앨범을 발매했다. 그리고 멤버 중 한 명인 클라우스 노린이 자신의 음악 성향이 변했고 새로운 도전을 하고 싶어 하며 2016년에 아쿠아를 탈퇴하였다.

## 음반

### 앨범
- Aquarium (1997)
- Aquarius (2000)
- Megalomania (2011)

### 싱글
- "Itzy Bitsy Spider" (1995) (조이스피드(Joyspeed) 시절)
- "Roses Are Red" (1996, 1997)
- "My Oh My" (1997, 1998)
- "Barbie Girl" (1997)
- "Doctor Jones" (1997)
- "Lollipop (Candyman)" (1997, 1998)
- "Turn Back Time" (1998)
- "Good Morning Sunshine" (1998)
- "Cartoon Heroes" (2000)
- "Around the World" (2000)
- "Bumble Bees" (2000)
- "We Belong to the Sea" (2000)

## 같이 보기
- 토이박스 (음악 그룹)